# Култура Совјетског Савеза
Култура Совјетског Савеза је прошла кроз неколико фаза током 69-годишњег постојања земље. Томе су допринели људи из разних етничких група из сваке од петнаест република, иако су највећи утицај имали Руси. Совјетска држава је подржавала културне институције, али је и спроводила строгу цензуру.

## Историја

### Лењинова ера
Главна карактеристика комунистичких односа према уметности и уметницима у годинама 1918–1929 била је релативна слобода, са значајним експериментисањем у неколико различитих стилова у настојању да се пронађе препознатљив совјетски стил уметности. У многим аспектима, период НЕП-а био је време релативне слободе и експериментисања за друштвени и културни живот Совјетског Савеза. Влада је толерисала различите трендове у овим областима, под условом да нису били отворено непријатељски расположени према режиму. У уметности и књижевности нарасле су бројне школе, неке традиционалне, а друге радикално експерименталне. Комунистички писци Максим Горки и Владимир Мајаковски били су активни у то време, али су други аутори, чија су многа дела касније потиснута, објавили радове без социјалистичког политичког садржаја. Филм је, као средство утицаја на углавном неписмено друштво, добио подстицај од државе; већина најбољих радова филмог редитеља Сергеја Ајзенштајна датира из овог периода.
Образовање је под комесаром Анатолијем Луначарским ушло у фазу експериментисања заснованог на прогресивним теоријама учења. Истовремено, држава је проширила систем основних и средњих школа и увела ноћне школе за запослене одрасле особе. На квалитет високог образовања утицала је политика уписа која је давала предност уписницима из пролетерске класе у односу на ђаке перципираног буржоаског порекла, без обзира на комптенције ученика.
Под НЕП-ом, држава је ублажила активни прогон религије започет током комунизма за време рата, али је наставила да агитује у име атеизма. Партија је подржала реформски покрет Обновитељства унутар Руске православне цркве у нади да ће то поткопати веру у цркву, али је покрет замро крајем 1920-их.
Држава је легализовала абортус и олакшала је добијање развода, док су се јавне кафетерије шириле на рачун приватних породичних кухиња.

### Стаљиново доба
Уметност током владавине Јосифа Стаљина карактерише успон и доминација стила социјалистичког реализма који је наметнула влада, док су сви други трендови били озбиљно потиснути, са ретким изузецима. Многа запажена дела Михаила Булгакова нису потиснута, иако је пун текст његовог романа Мајстор и Маргарита објављен тек 1966. године. Многи писци су били затворени и убијени, или умрли од глади, на пример Даниил Хармс, Осип Мандељштам, Исак Бабел и Борис Пиљњак. Андреј Платонов је радио као домар и није смео да објављује. Режим је такође осудио рад Ане Ахматове, иако је она посебно одбила прилику да побегне на Запад. У време када је Партија покушавала да учини совјетски режим пријатнијим за Украјинке, толерисано је велико национално самоопредељење и културни развој. Након што је завршен овај кратки период ренесансе украјинске књижевности, више од 250 украјинских писаца је умрло током Велике чистке, на пример Валеријан Пидмохилни (1901–1937), у такозваној Погубљеној ренесанси. Текстове затворених аутора НКВД је запленио и неки од њих су касније објављени. Књиге су уклоњене из библиотека и уништене.
Поред књижевности, слобода музичког израза је такође био потискиван током Стаљинове ере, а понекад је музика многих совјетских композитора била потпуно забрањена. Дмитриј Шостакович је доживео посебно дугу и сложену везу са Стаљином, током које је његова музика два пута осуђивана и забрањена, 1936. и 1948. Сличне проблеме имали су Сергеј Прокофјев и Арам Хачатурјан. Иако Игор Стравински није живео у Совјетском Савезу, његова музика се званично сматрала формалистичком и антисовјетском.

### Касни Совјетски Савез
Током 1960-их, 1970-их и 1980-их година, Брежњевљева ера, развијен је карактеристичан период совјетске културе који карактерише конформистички јавни живот и интензиван фокус на лични живот. У касном Совјетском Савезу, совјетску популарну културу карактерисала је фасцинација америчком популарном културом, што је илустровано помамом за плавим фармеркама.
У уметности, либерализација свих аспеката живота почевши од Хрушчовског одмрзавања створила је могућност за еволуцију различитих облика неформалне, андерграунд и дисидентске уметности; и даље потиснути, али више не под непосредном претњом радних логора Гулаг. Александру Солжењицину, који је написао критичку књигу Један дан из живота Ивана Денисовича, додељена је Нобелова награда за књижевност и потом је прогнан из Совјетског Савеза.
Већи експерименти у уметничким облицима постали су дозвољени 1970-их, што је довело до тога да се креирају софистициранији и суптилнији критички радови. Режим је олабавио ограничења социјалистичког реализма; тако су се, на пример, многи протагонисти романа Јурија Трифонова бавили проблемима свакодневног живота, а не изградњом социјализма. У музици, иако је држава наставила да се мршти на такве западњачке феномене као што су џез и рок, почела је да дозвољава западним музичким ансамблима специјализованим за ове жанрове да имају ограничене наступе. Али музичком извођачу Владимиру Висоцком, широко популарном у Совјетском Савезу, ускраћено је званично признање због његових иконоборачких текстова.